# Казе Ферери (Алесандрија)
Казе Ферери је насеље у Италији у округу Алесандрија, региону Пијемонт.
Према процени из 2011. у насељу је живело 46 становника. Насеље се налази на надморској висини од 224 м.